# Núria Graham
Núria Graham (Vic, 25 de juny de 1996) és una cantautora catalana que empra principalment l'anglès i també el català. És filla d'un irlandès i d'una catalana.

## Discografia
- 2013: First Tracks (reeditat el 2015)
- 2015: Bird Eyes
- 2016: In the cave
- 2017: Does It Ring a Bell?
- 2020: Marjorie
- 2023: Cyclamen

### Bird Eyes
Bird Eyes és el primer treball discogràfic de llarga durada de Graham, editat per El Segell del Primavera el 2015. Segons la pàgina web de la mateixa autora és un disc "sòlid, clàssic, sense cotilles temporals, addictiu. Pop majúscul."
Núria Graham s'endinsa en un marc compositiu i interpretatiu propi. Aquest àlbum d'estudi l'ha convertit en una de les veus més sol·licitades per tot el territori català durant el 2015. És un disc sofisticat pel que fa al so, amb la veu i la guitarra elèctrica en primer pla sobre ambients electrònics o acústics, i habitat per lletres sensuals i captivadores.

### Col·laboracions
- 2016: Col·labora a la cançó “Daisy (Al·leluia)” del disc Ós Bipolar de Quimi Portet.[4]
- 2018: Col·labora a la cançó “Jordi” del disc Parnàs de Roger Mas.[5]
- 2022: Col·labora a la cançó “A final de mes” del disc Voltes i voltes de Maria Jaume.